# Richard Martin Willstätter
Richard Martin Willstätter (Karlsruhe, 13 de agosto de 1872 — Locarno, 3 de agosto de 1942) foi um químico alemão.
Recebeu o Nobel de Química de 1915 devido à sua pesquisa sobre pigmentos biológicos, em especial a clorofila.

## Carreira
Estudou na Universidade de Munique, onde obteve seu doutorado em 1894, por seu trabalho sobre a estrutura da cocaína. Foi professor assistente de química orgânica nessa Universidade, de 1902 a 1905, trabalhando com Adolf von Baeyer em Munique, enquanto continuava investigando a estrutura dos alcalóides, sintetizando vários deles. 
Entre 1905 e 1912 foi professor na Universidade de Zurique, começando a trabalhar sobre a clorofila. Descobriu a sua estrutura, assim como a semelhança entre esta e a hemoglobina do sangue. Foi professor da Universidade de Berlim (1912 - 1915), onde suas investigações revelaram a estrutura de muitos pigmentos de flores e plantas, e diretor da Sociedade Kaiser Wilhelm (1912-1916). Quando a Primeira Guerra Mundial interrompeu suas pesquisas, dedicou sua atenção, junto com Fritz Haber, ao desenvolvimento de uma anti-gás.
Foi laureado com o Nobel de Química de 1915, por pesquisas pioneiras sobre os pigmentos vegetais, especialmente a clorofila.
Em 1916 Willstatter sucedeu Baeyer como professor em Munique. Durante a década de 1920 pesquisou os mecanismos das reações das enzimas. Considerava as enzimas como substâncias químicas não protéicas, teoria sustentada até 1930.
Sendo judeu, demitiu-se do seu posto em Munique como protesto pelas pressões anti-semitas. Continuou seus trabalhos de forma privada, primeiro em Munique e, desde 1939 na Suíça.